# Паровозик, который смог
«Паровозик, который смог» или «Паровозик, который верил в себя» (англ. The Little Engine That Could) — американская детская сказка на тему оптимизма и трудолюбия. По мнению некоторых критиков[кого?] сказка является метафорой на американскую мечту. Сам образ паровозика основан на танк-паровозе C. P. Huntington типа 2-1-2.
Впервые данный рассказ под заголовком «Думаю, что смогу» (англ. Thinking One Can) был написан в 1906 году в издании Wellsprings for Young People для воскресной школы. В 1910 году он был уже официально переиздан организацией «Дочери Американской революции» под названием «Маленький паровозик» (англ. The Pony Engine). Автор текста — Мэри Джейкобс. Наиболее известной история о паровозике стала в 1930 году, когда была издана первая иллюстрированная книга («Pony Engine») на данную сказку.

## Сюжет

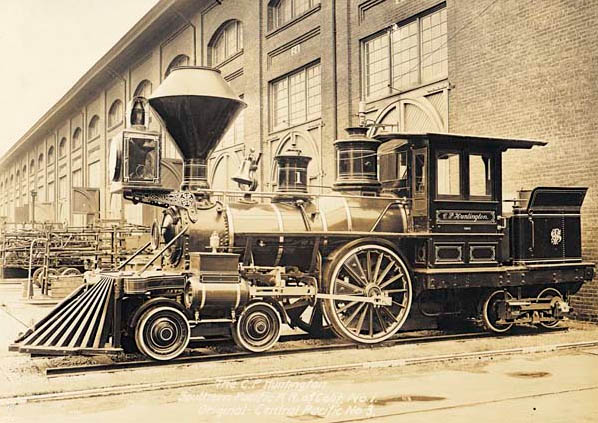
C. P. Huntington, послуживший прообразом маленького паровозика

Путь Поезду дальнего следования преграждает высокая гора, которую тот не в силах преодолеть. Тогда Поезд просит различные мощные локомотивы (в книге они показаны антропоморфными) помочь преодолеть её. Однако те под разными предлогами отказывают. Тогда Поезд в отчаянии просит помощи у маленького маневрового Паровозика, и тот соглашается. Паровозик начинает тянуть тяжёлый поезд через гору, при этом говоря самому себе: «Я смогу! Я смогу!» (англ. I can. I can. — в такт шипению пара).
Сюжет сказки неоднократно переписывался и переиздавался в различных вариациях, однако при этом сохранялась основа сюжета: попавшему в беду поезду отказывают в помощи мощные локомотивы, а на выручку приходит лишь небольшой синий паровозик, который берётся за, казалось бы, невыполнимую для себя работу, но выполняет её, так как верит в себя.

## Экранизации
В 1991 году был снят мультфильм «Маленький отважный паровозик Тилли», в котором паровозик берётся помочь цирковому поезду успеть на день рождения к маленькому мальчику. В 2011 году был снят ремейк данного мультфильма, но уже в формате 3D.

## Культурные аспекты
- В 1996 году, выступая на канале DNC, книгу упомянул президент США Билл Клинтон.
- Под влиянием данной книги был создан мюзикл «Звёздный Экспресс».
- В мультфильме «Бивис и Баттхед» данную историю читал директор МакВикер, когда находился в больнице.
- Песня паровозика звучит в мультфильме «Дамбо» в сцене с поездом.
- В песне «C’mon N' Ride It (The Train)» группы «Quad City DJ's» есть строки со словами «I think I can, I think I can» (Я думаю, я смогу! Я думаю, я смогу!) из сказки.
- У музыканта Джона Денвера в альбоме «All Aboard!» есть песня с названием «The Little Engine That Could».
- В ситкоме «Женаты… с детьми» в эпизоде «He Thought He Could» («Он думал, что он мог», 1 серия 3 сезона) Эл Банди забыл вернуть в школьную библиотеку книгу с данной сказкой (в русском переводе — «Моторчик, который всё мог»), просрочив её на 31 год (с 1957 по 1988).
- В книге «Конец!» Лемони Сникет называет «Паровозик, который смог» «самой нудной историей на Земле».
- В фильме «Майор Пэйн» главный герой рассказывает данную историю, вплетая в неё картины из своего военного прошлого.
- В сериале «Всё тип-топ, или Жизнь Зака и Коди» упоминается книга «Маленький инженер, который смог», тем самым отсылая к сказке о паровозике. Интересно, что Элисон Стоунер, играющая Макс, озвучивала маленького паровозика в мультфильме 2011 года
- Бывший тренер футбольной команды Сиракузского университета Грег Робинсон в своей прощальной речи цитировал статью из английской википедии о данной сказке[1].
- Данный сюжет используется в схожем по стилистике короткометражном мультфильме "The Brave Locomotive" (рус. Храбрый паровозик) Эндрю Чезворта.[2]